# Вороново (село, Москва)
Во́роново — село в Троицком административном округе Москвы (до 1 июля 2012 года было в составе Подольского района Московской области). Входит в состав муниципального округа Вороново (с 2024 года).

## История
Село берёт название от своих прежних хозяев — Вороных-Волынских. В боярской вотчине стояла деревянная церковь. На её месте в 1752-62 гг. графом И. И. Воронцовым был построен новый каменный храм Спаса Нерукотворного, у стен которого были похоронены сам граф и его жена, дочь опального Артемия Волынского.
В XIX веке село Вороново было административным центром Вороновской волости Подольского уезда. В 1899 году в селе проживало 357 человек. Здесь находилось волостное правление, земская школа, земская больница, квартиры урядника и сотского. В 1994—2006 годах Вороново — центр Вороновского сельского округа.

## Население
Согласно Всероссийской переписи, в 2002 году в селе проживало 493 человека (274 мужчины и 219 женщин). По данным на 2005 год в деревне проживало 320 человек.
| 2002 | 2006 | 2010 |
| ---- | ---- | ---- |
| 493  | ↘320 | ↘301 |

## Достопримечательности
В селе находится усадьба Вороново. Комплекс зданий усадьбы был построен в XVIII веке по проекту архитектора К. И. Бланка по заказу владельца села И. И. Воронцова. Комплекс усадьбы Вороново является объектом культурного наследия федерального значения.
Барочная церковь Спаса Нерукотворного Образа. была освящена в 1763 году. Она не закрывалась в советское время и продолжает действовать. В 1949 году усадьба была приспособлена под дом отдыха, для свободного посещения открыта только церковь.

В 1974 году по проекту ЦНИИЭПа лечебно-курортных зданий (руководитель проекта: Чернявский И. З., архитектор: Василевский И. А., инженер: Мальц В. И.) был построен новый корпус дома отдыха. Явился одним из наиболее значимых проектов в творчестве Ильи Чернявского. Здание переменного рельефа — яркое проявление советского модернизма. В период 2000-х годов претерпело реконструкцию, в ходе которой часть аутентичного интерьера 1970-х была утрачена.
В селе есть братская могила советских воинов, погибших в Великой Отечественной войне.

## Расположение
Село Вороново расположено у Калужского шоссе примерно в 28 км к юго-западу от центра города Подольска. Ближайшие населённые пункты — посёлок дома отдыха Вороново, посёлок ЛМС и деревня Косовка.
По состоянию на февраль 2025 года до Вороново ходят автобусы Е142, Е143, E148 и С161 от метро «Тёплый Стан» и 1004 от 5-го микрорайона Северного Бутова (улица Коктебельская, метро «Бульвар Дмитрия Донского»).